# Parafia św. Jana Chrzciciela w Rogowie Sobóckim
Parafia św. Jana Chrzciciela w Rogowie Sobóckim – znajduje się w dekanacie  Sobótka w archidiecezji wrocławskiej. Erygowana w XV wieku.
Obsługiwana przez księży archidiecezjalnych. Jej proboszczem jest ks. mgr Zbigniew Dąbrowski.

## Parafialne księgi metrykalne
| Księgi metrykalne | Okres ewidencji |
| ----------------- | --------------- |
| chrztów           | 1945 -          |
| ślubów            | 1945 -          |
| zgonów            | 1945 -          |